# Société l’Électromotion

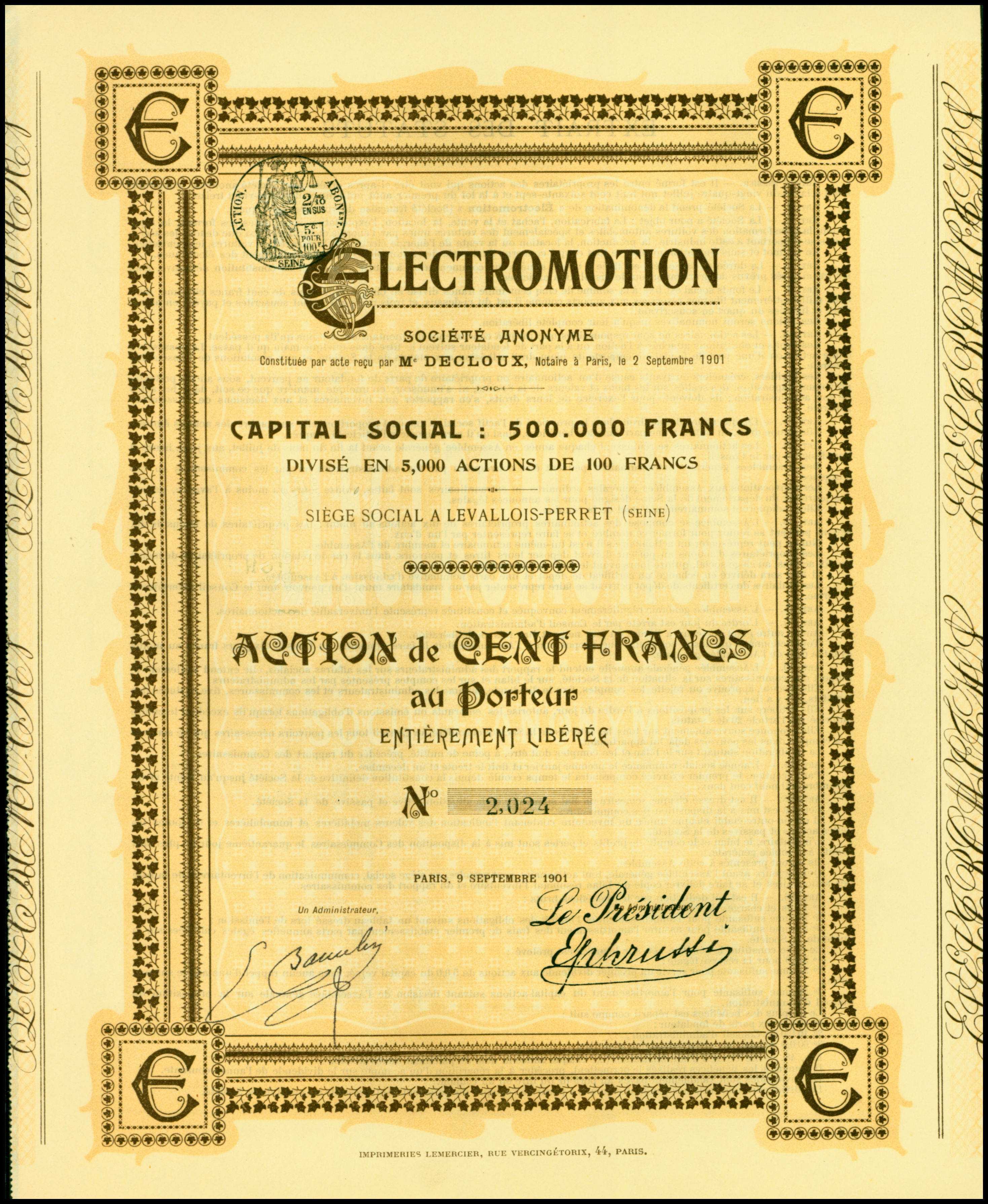
Aktie über 100 Francs der Electromotion SA vom 9. September 1901

Die Société l’Électromotion war ein französischer Hersteller von Automobilen.

## Unternehmensgeschichte
Das Unternehmen Société l'Électromotion aus Paris begann 1899 mit der Produktion von Elektrofahrzeugen unter Lizenz der Columbia Automobile Company. Der Markenname lautete Électromotion. 1909 endete die Produktion.

## Fahrzeuge
Die Fahrzeuge entsprachen denen von Columbia: Zu Beginn waren dies die Zweisitzer Motor Carriage und Phaeton sowie der viersitzige Break. Die verwendeten Phénix-Akkumulatoren sollen einer Reichweite von bis zu 100 km ermöglicht haben.
Im Juli 1899 nahmen Hart O. Berg mit einem Électromotion Motor Carriage und G. Philippart mit einem Électromotion Phaeton am Ausdauerrennen Critérium des électriques bei Longchamp über eine Strecke von 76 km teil.

Viele der Électromotion-Fahrzeuge wurden als Taxi eingesetzt.

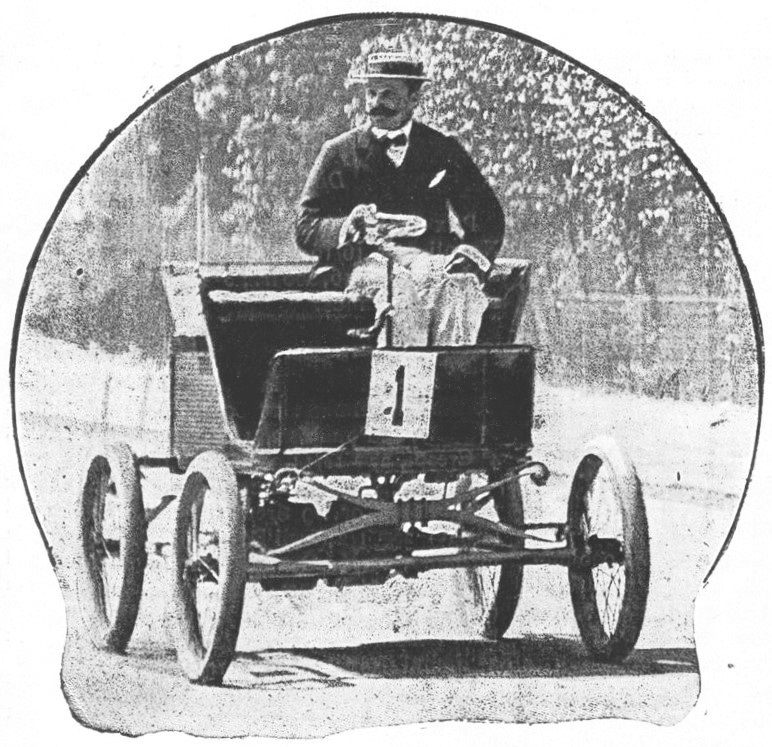
Motor Carriage (1899 Critérium des électriques, O'Berg, no.1)
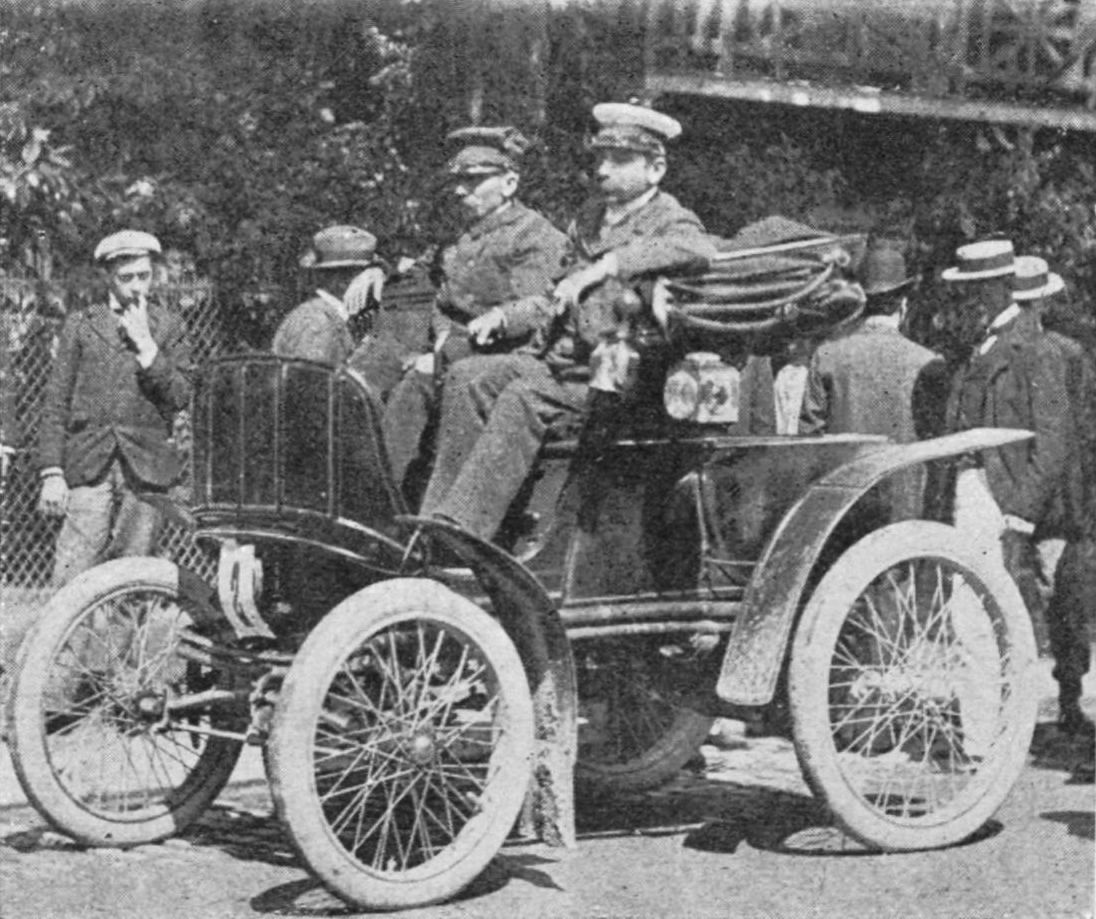
Phaeton (1899 Critérium des électriques, Philippart no.2)
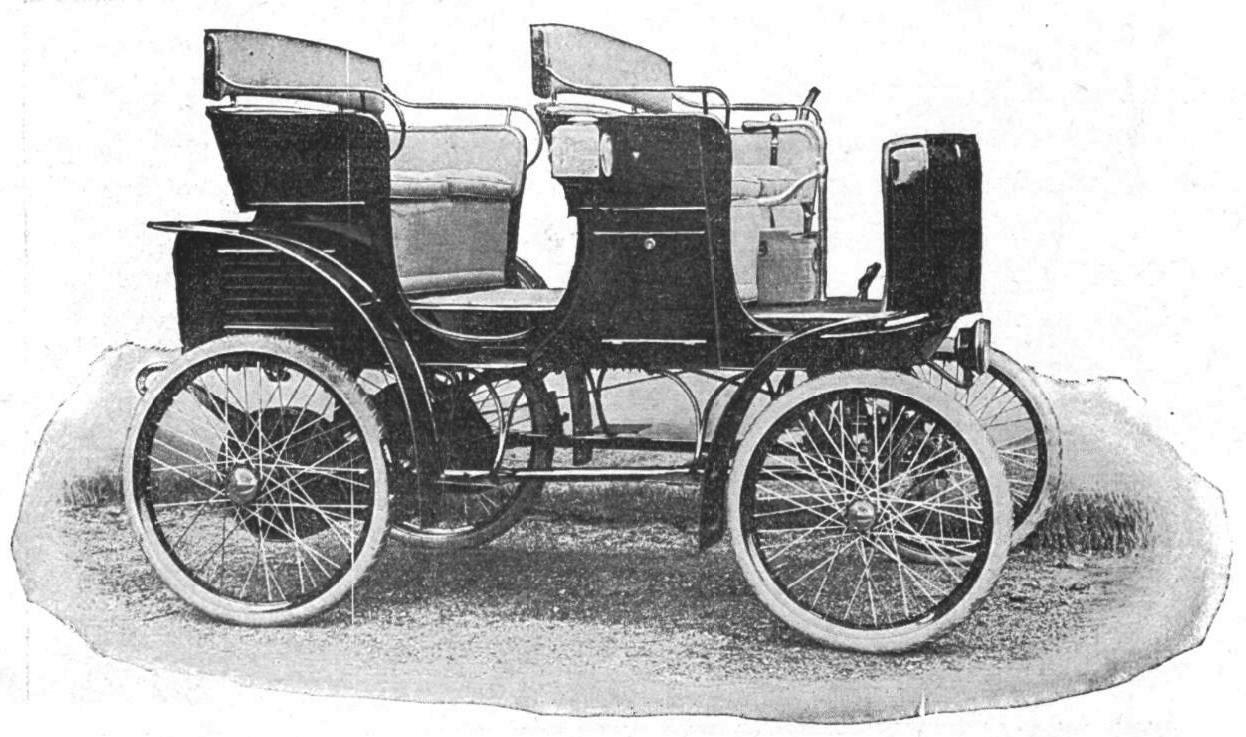
Break (1899)